# Вейно (Калужская область)
Вейно — село в Ульяновском районе Калужской области, в составе сельского поселения «Село Поздняково».

## География
Протекает р. Веенка.

## История
В 1504 году село Вейно было отписано Государем всея Руси Иваном III своему четвёртому сыну Семёну (Симеону) и вошло в 1505 г. в состав Калужского княжества.

Да благословляю сына своего Семена, даю ему город Бежытцкой Верх с волостми, и с путми, и с селы, и со всеми пошлинами, город Колугу с волостми, и с путми, и с селы, и со всеми пошлинами. Да сыну же своему Семену даю город Козелеск с волостми, и с селы, а волости Козелские: Серенеск, да Людимеск, да Коробки, и Вырки, на Вырке на реке волости Сенища, да Сытичи, да Выино, и с ыными месты, да Липици, да Взбынов, да Верх-Серена, да Луган, да Местилово, да Къцын, да Хвостовичи, да Порыски, да Борятин, да Орень, да Хостьци, да Жеремин, да Сныхово, да Ивановское Бабина село Незнаново, и с ыными месты, со всем с тем, что к тем волостем и селом потягло.
В XVII  веке в селе располагался участок Солпицкой засеки.

## Население
| 2002 | 2010 |
| ---- | ---- |
| 26   | ↘11  |